# Pfarrhaus Brautstraße 30
Das Pfarrhaus Brautstraße 30 in Bruchhausen-Vilsen bei der St. Cyriakus-Kirche stammt aus dem 19. Jahrhundert. Es wird auch heute (2022) als Wohnhaus genutzt.
Das Gebäude steht unter Denkmalschutz (siehe auch Liste der Baudenkmale in Bruchhausen-Vilsen).

## Geschichte
Das zweigeschossige Gebäude in Fachwerk mit weißgestrichenen Steinausfachungen und Krüppelwalmdach wurde vermutlich im frühen 19. Jahrhundert gebaut. Es steht auf einem größeren begrünten Areal.

In der Nähe stehen auch das ehemalige Pfarrhaus Kirchplatz 3 sowie weitere ältere Fachwerkhäuser (Brautstraße Nr. 11, 12, 13, 19 und 28).